# Girolamo Arnaldi
Girolamo Arnaldi, anche noto come Gilmo Arnaldi (Pisa, 31 gennaio 1929 – Roma, 30 gennaio 2016), è stato uno storico italiano.

## Biografia
Figlio del latinista Francesco Arnaldi, allora docente alla Scuola Normale di Pisa, nonché discendente da una famiglia aristocratica vicentina, studiò all'Università di Napoli dove si laureò nel 1951 con una tesi in storia medievale discussa con Ernesto Pontieri e Paolo Brezzi.
Dopo aver frequentato l'Istituto italiano per gli studi storici di Napoli, diretto da Federico Chabod, fu archivista di Stato, membro della Scuola nazionale di studi medievali e docente all'Università di Bologna, dal 1964 al 1970, e poi all'Università "La Sapienza" di Roma, dal 1970 al 1999.
Studioso di storia, e in particolare di storia medievale, si è occupato di storia del papato, delle origini degli atenei italiani (in particolare Università di Bologna, Padova, Napoli), dei rapporti tra Dante Alighieri e l'Italia.
Per la Rai condusse, nel 1985, il ciclo dedicato al medioevo de La straordinaria storia dell'Italia.
Fu presidente dell'Istituto Storico Italiano per il Medio Evo avente sede in Roma, nel palazzo Borromini, dal 1982 al 2001.
Fu socio nazionale dell'Accademia dei Lincei.
Ebbe ruoli di primo piano, collaborazione, direzione o condirezione, in alcune opere enciclopediche o collettive, come Storia della cultura veneta, Storia di Vicenza, l'Enciclopedia dei papi e l'Enciclopedia fridericiana, queste ultime due edite dall'Istituto dell'Enciclopedia Italiana Treccani, del cui consiglio scientifico Arnaldi era membro.
Nel 2001, alcuni ex-allievi e collaboratori, in occasione del suo pensionamento, hanno voluto celebrarne il magistero e la figura culturale, dedicandogli il volume in suo onore Studi sul Medioevo per Girolamo Arnaldi.
È morto a Roma il 30 gennaio 2016 ed è stato, per sua volontà, sepolto a Vicenza, città di origine della sua famiglia.

## Onorificenze[3]e affiliazioni

### Onorificenze straniere
- Académie des inscriptions et belles-lettres, socio corrispondente dal 25 febbraio 2000